# Gum Syrup
Il Gum syrup (o Gomme syrup) è un ingrediente (sciroppo) non alcolico comunemente utilizzato nella preparazione di cocktail.

## Caratteristiche
È costituito da una miscela di acqua, zucchero e gomma arabica come emulsionante. La percentuale (concentrazione) di zucchero è la massima possibile (senza saturazione della soluzione) mentre la gomma previene la cristallizzazione dello zucchero. 

## Preparazione
Per la preparazione è sufficiente unire lo zucchero all'acqua e portare ad ebollizione. Aggiungere quindi la gomma arabica in polvere. Come emulsionante al posto della gomma si può utilizzare del tuorlo d'uovo.

## Utilizzo
Alcuni cocktail contenenti il gum syrup:
- Montauk riding club
- Sunshine
- Gin sour
- Fernet
- Gin ski
- Lion's tail